# Germain Katanga
Germain Katanga, soprannominato Simba (Mambasa, 28 aprile 1978), è un militare della Repubblica Democratica del Congo.

## Biografia
Nella vita privata è sposato con Denise Katanga e ha due figli.
Conosciuto come il comandante del Fronte della resistenza patriottica dell'Ituri, gruppo sovversivo della Repubblica Democratica del Congo diffuso nell'Ituri, provincia in cui è nato, è stato accusato dalla Corte penale internazionale di sei capi d'imputazione per crimini di guerra e di tre per crimini contro l'umanità. Le accuse comprendono la riduzione in schiavitù di numerosi prigionieri e l'utilizzo di bambini soldato.
Katanga è stato arrestato dalle autorità congolesi nel marzo del 2005 in connessione all'uccisione di caschi blu dell'Onu nell'Ituri il 25 febbraio 2005. Fu trasferito alla Corte penale internazionale ad ottobre del 2007.
Nel 2014 è stato condannato per complicità in omicidio e saccheggio e crimini contro l'umanità, per un massacro avvenuto il 24 febbraio 2003.